# Estadio Municipal de Yumbel
El Estadio Municipal de Yumbel es un estadio de fútbol que se ubica en la ciudad de Yumbel, Región del Biobío, Chile. Fue inaugurado en 1997 y remodelado en 2009. Fue utilizado por el equipo Universidad de Concepción, el que disputaba allí los partidos de baja convocatoria.
El 15 de septiembre de 2012 se inauguró un nuevo sistema de iluminación, obra financiada por el gobierno regional que aprobó los fondos dado el protagonismo que adquirió el recinto en el último tiempo.